# Josef Furtmeier

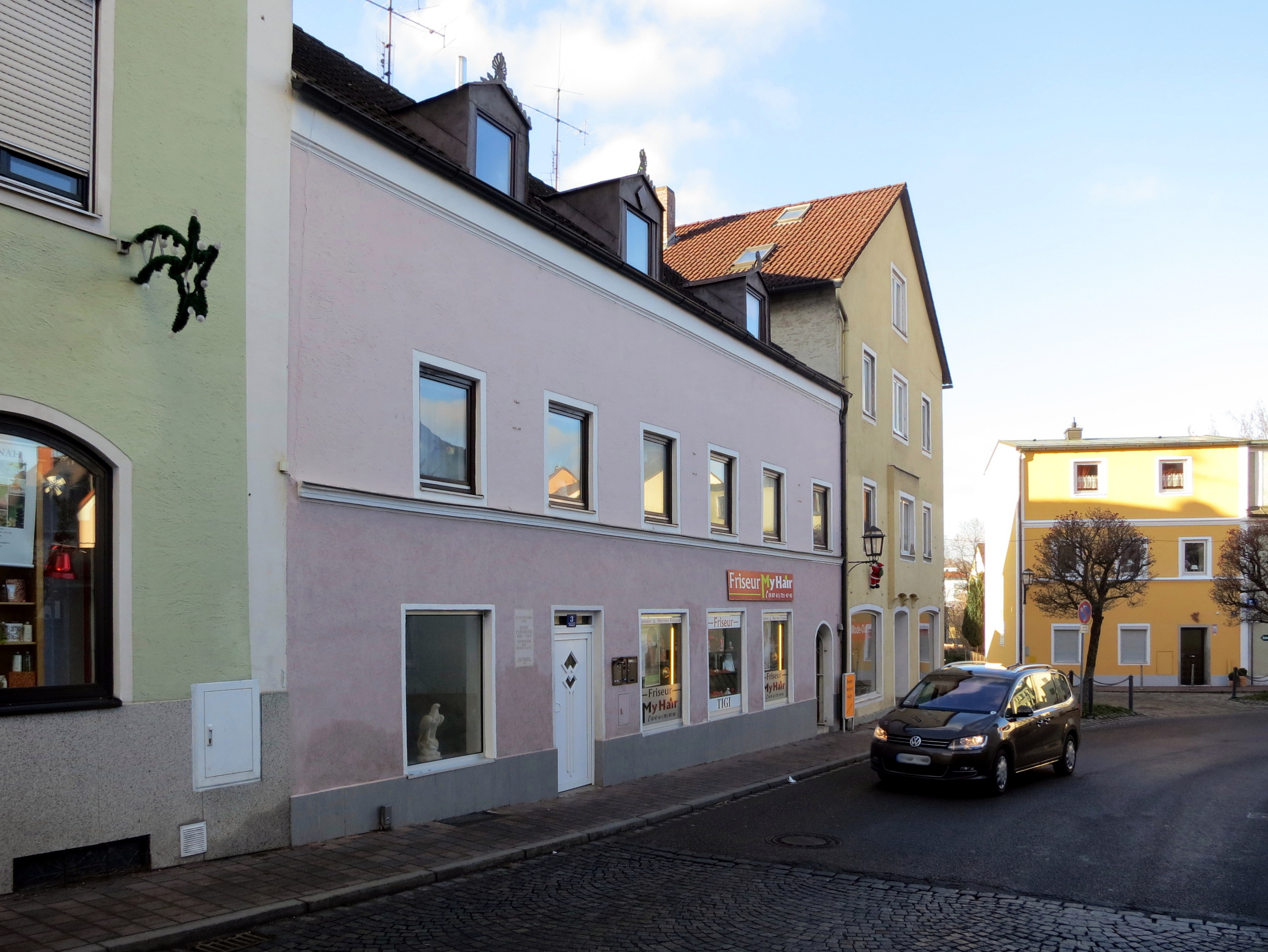
Furtmeiers Geburtshaus in Moosburg an der Isar

Josef Furtmeier (* 3. September 1887 in Moosburg; † 28. August 1969 in Freising) gilt als einer der Mentoren der Weißen Rose, insbesondere von Hans Scholl. Sophie Scholl nannte ihn liebevoll den Philosophen.

## Leben
Furtmeier kam als Kind eines Schneidermeister-Haushaltes zur Welt. Ab dem Jahr 1898 besuchte er das Königliche Humanistische Gymnasium zu Freising, das er 1903 ohne Abitur verließ. Er arbeitete als Aushilfsschreiber und Gerichtsschreibergehilfe an verschiedenen Amtsgerichten, im Jahr 1921 legte er die Prüfung zum mittleren Justizdienst erfolgreich ab. Im Ersten Weltkrieg leistete er Militärdienst in Frankreich, im heutigen Ungarn und Rumänien. Im Jahr 1916 wurde er verschüttet und litt vier Jahre lang an Stottern, gegen 1935 verschwanden die zeitweiligen Depressionszustände. Zeit seines Lebens kämpfte er mit Selbstzweifeln.
Von Ende 1918 bis zum 1. Mai 1919 war er Mitglied in der KPD, im Frühjahr 1919 nahm er an einer Beamten-Veranstaltung im Münchner Justizpalast teil. Dies, und dass er den Hitler-Gruß verweigerte und keiner nationalsozialistischen Organisation beitrat, führten (nach seinen Angaben) dazu, dass er im Oktober 1933 auf Grund des Berufsbeamtengesetzes vom Dienst suspendiert wurde. In der Zeit des Nationalsozialismus wohnte er in Moosburg und München. Er erhielt eine Pension und hatte Zinserträge und Mieteinnahmen. Seine Einnahmen waren, im Vergleich zu seinem letzten Gehalt, jedoch gering.
Hans Scholl bekam ab Mitte 1941 Kontakt zu Josef Furtmeier über Carl Muth und Alfred von Martin. Über Furtmeier bekam Scholl wiederum Kontakt zu dem Architekten Manfred Eickemeyer. Sophie und Hans Scholl trafen sich regelmäßig mit Furtmeier. Über ein Gespräch am 4. Juni 1942 bei Furtmeier berichtete Sophie Scholl: „… da wurde ein dreistündiges, pausenloses und anstrengendes Gespräch geführt.“
Nach der Verhaftung der führenden Mitglieder der Weißen Rose war auch Furtmeier einige Zeit in Gestapo-Haft; man hielt ihn rund drei Wochen – vom 28. Februar bis zum 20. März 1943 – fest.
Furtmeier gab in der Nachkriegszeit an, dass er mit Hans Scholl auch über die Legitimität des Tyrannenmordes gesprochen habe.
Im Mai 1945 wurde er kommissarischer Bürgermeister der Stadt Moosburg. Er begann Ermittlungen gegen ehemalige Mitglieder der NSDAP und gegen NS-Gliederungen. Auf der Gedenkfeier für die Opfer der Weißen Rose im Jahr 1945 in München hielt er – neben Romano Guardini – eine Rede. Im Jahr 1946 trat er der SPD bei. Ab 1946, zuerst als Referent im bayerischen Sonderministerium, danach als Ankläger der Berufungskammer München, befasste er sich mit der Entnazifizierung. Seine Tätigkeit als Ankläger der Berufungskammer endete am 31. Dezember 1949. Für knapp zwei Jahre war er anschließend Urkundenbeamter und Leiter der Geschäftsstelle der Entschädigungskammer beim Landgericht München und ging dann in Pension.
In der Zeit nach 1949 versuchte er zwei Mal, eine Beförderung als Wiedergutmachung für seine Entlassung im Jahr 1933 zu erwirken. Das wurde ihm vom Ministerium verwehrt, ihm wurde beschieden, dass er bereits ausreichend entschädigt sei.
Er wird im Familiengrab auf dem Friedhof in Moosburg bestattet.

## Wirkung und Würdigung
- Der Moosburger Freundeskreis Josef Furtmeier erarbeitete eine Ausstellung, die das Leben und Wirken von Josef Furtmeier nachzeichnet. Die Ausstellung wurde im Juli 2012 im Justizpalast in München gezeigt. Charlotte Knobloch begleitete die Eröffnung mit einem Grußwort.[14]
- In Moosburg an der Isar wird im Oktober 2012 der Fußweg zwischen Thalbacher Straße und Poststraße und die Grünfläche beim Zehentstadel nach Furtmeier Josef-Furtmeier-Anger benannt.[15]
- Der Freundeskreis Josef Furtmeier lobte im August 2009 einen Preis aus.[16] Mit dem Preis sollen junge (bis 25 Jahre) Menschen (Einzel-, Gruppen-, Klassenarbeiten oder Projekte), ausgezeichnet werden, die Zivilcourage zeigen, die Stellung gegen Rechtsextremismus oder Ausländerfeindlichkeit beziehen, die für Integration und Völkerverständigung arbeiten.[17]